# Luke's Lost Liberty
Luke's Lost Liberty é um curta-metragem norte-americano de 1917, do gênero comédia, estrelado por Harold Lloyd.

## Elenco
- Harold Lloyd - Lonesome Luke
- Bebe Daniels
- Snub Pollard

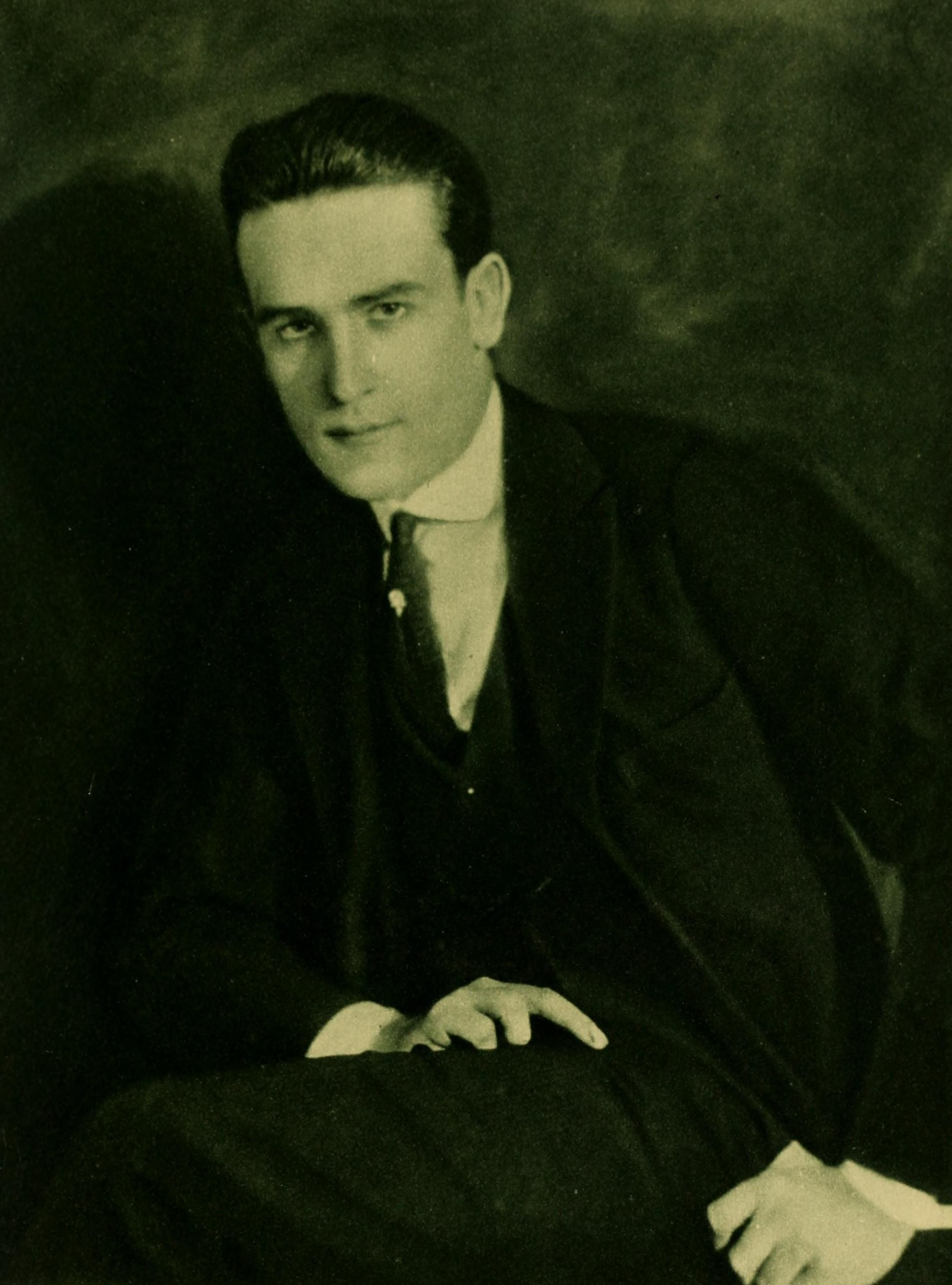
Harold Lloyd

- Charles Stevenson - (como Charles E. Stevenson)
- Billy Fay
- Sammy Brooks
- Bud Jamison
- Earl Mohan
- Sidney De Gray
- Ray Thompson
- Jack Perrin
- Norman Napier
- W.L. Adams
- C.G. King
- Herman Graut
- Max Hamburger